# Conjunto Arquitetônico e Paisagístico da Praça Severino Vieira
O Conjunto Arquitetônico e Paisagístico da Praça Severino Vieira é um bem tombado pelo Instituto do Patrimônio Histórico e Artístico Nacional (IPHAN) em 1952, através do processo n.º 464, e localizado em Salvador, município do estado brasileiro da Bahia. O conjunto arquitetônico e paisagístico está em frente à Igreja de Nossa Senhora da Glória e Saúde e foi tombado pelo IPHAN em 1952, por sua importância histórica, artística e cultural, recebendo tombo arqueológico, etnográfico e paisagístico (Inscrição 07/1959). É uma das sete áreas de Salvador tombadas em função da importância arquitetônica e paisagística.